# Chișinău Arena
La Chișinău Arena est une salle omnisports située à Chişinău en Moldavie. L'installation peut accueillir jusqu'à 5 000 spectateurs pour des concerts et dispose de divers équipements, dont un centre aquatique, une patinoire, des terrains de sport et des salles de conférence. 

## Histoire

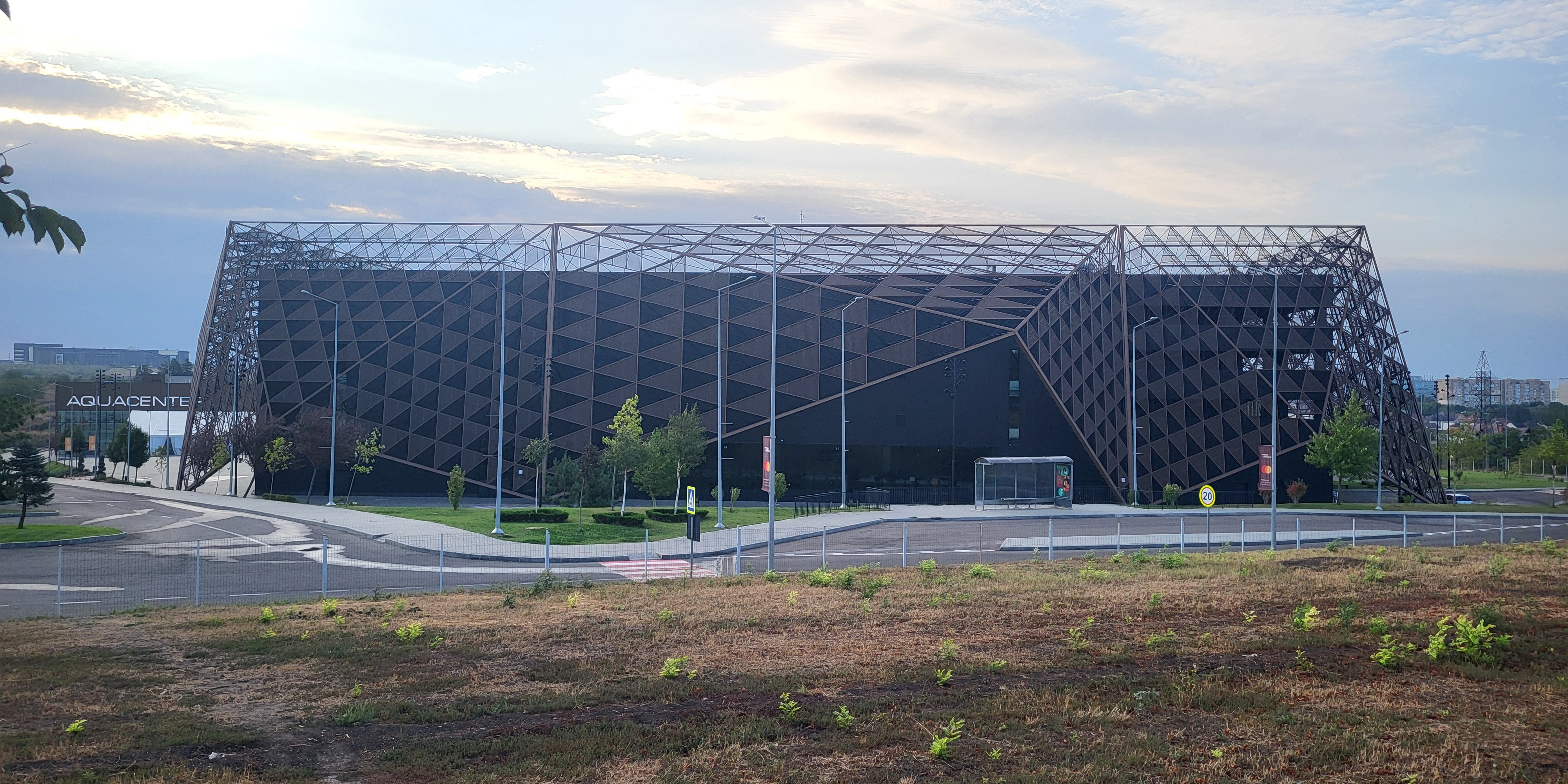
Vue de la rue de l'arène (2024)

Le concept de Chișinău Arena a été lancé en 2018 dans le cadre d'un effort mené par le gouvernement pour améliorer les infrastructures sportives et de divertissement de la Moldavie. Le projet visait à créer une installation moderne et polyvalente capable d'accueillir un large éventail d'événements, des compétitions sportives aux concerts et conférences. La construction de l'arène a commencé en octobre 2018, avec la société turque Summa supervisant le projet accéléré. La construction a été achevée en 2020, mais l'ouverture a été retardée en raison de la Pandémie de Covid-19.
Le groupe ukrainien Okean Elzy a annoncé qu'il se produirait lors de la grande ouverture de la Chișinău Arena le 24 décembre 2022.

## Événements
La Chișinău Arena accueille les Championnats d'Europe d'haltérophilie 2025 du 13 au 21 avril 2025.
La Chișinău Arena accueille le Championnat d'Europe de futsal des moins de 19 ans 2025 du 28 septembre au 5 octobre 2025.